# Mitteilungen der Deutschen Gesellschaft zur Bekämpfung der Geschlechtskrankheiten
Mitteilungen der Deutschen Gesellschaft zur Bekämpfung der Geschlechtskrankheiten titelte die von 1903 bis 1934 von der Deutschen Gesellschaft zur Bekämpfung der Geschlechtskrankheiten herausgegebene Fachzeitschrift. Das Periodikum erschien anfangs in Leipzig beim Johann Ambrosius Barth Verlag, später in Berlin durch die Geschäftsstelle der Organisation. Das 1923 unter dem abweichenden Titel Kampf gegen die Geschlechtskrankheiten herausgegebene Blatt fand seine Fortsetzung zur Zeit des Nationalsozialismus ab 1934 bis 1943 unter dem Titel Sozialhygiene der Geschlechtskrankheiten, zusammengestellt von der Deutschen Gesellschaft zur Bekämpfung der Geschlechtskrankheiten im Reichsausschuss für Volksgesundheitsdienst.